# أبجدية صوتية دولية عربية
الأبجدية الصوتية الدولية العربية، أو الألفبائية الصوتية الدولية العربية [AIPA]، هي مشروع مقابلة للأبجدية الصوتية الدولية بالأبجدية العربية.

## وصلات خارجية
- أبجدية صوتية دولية عربية
- نظام ترميزي جديد لكتابة أصوات اللغة العربية